# Anisophyllea impressinervia
Anisophyllea impressinervia là một loài thực vật]] thuộc họ Anisophylleaceae. Đây là loài đặc hữu của Malaysia.